# Линкълн (окръг, Ню Мексико)
Вижте пояснителната страница за други значения на Линкълн.
Окръг Линкълн (на английски: Lincoln County) е окръг в щата Ню Мексико, Съединени американски щати. Площта му е 12 512 km², а населението – 19 395 души (2017). Административен център е град Карисосо.